# كارلوس سالزار
كارلوس سالزار (بالإسبانية: Carlos Salazar) (15 مايو 1989 ببرشلونة، فنزويلا في فنزويلا - ) هو مدرب كرة قدم ولاعب كرة قدم فنزويلي في مركز الدفاع. شارك مع منتخب فنزويلا لكرة القدم. أما مع النوادي، فقد لعب مع ديبورتيفو تاشيرا ونادي كارابوبو وDeportivo Anzoátegui S.C. ‏ وAragua F.C. ‏.

## روابط خارجية
- كارلوس سالزار على موقع قاعدة بيانات كرة القدم.إي يو (الإنجليزية)
- كارلوس سالزار على موقع ناشيونال فوتبول تيمز (الإنجليزية)
- كارلوس سالزار على موقع Soccerway.com (الإنجليزية)
- كارلوس سالزار على موقع AS.com (الإسبانية)